# Рівняння Лондонів
Рівняння Лондонів — система феноменологічних рівнянь, що встановлюють зв'язок між електричним струмом та величиною електричного й магнітного поля в надпровіднику й дозволяють найпростішим чином описати ефект Мейснера.
Рівняння запропонували в 1935 році німецькі фізики Фріц та Гайнц Лондони.
Рівняння мають вигляд
{\displaystyle {\frac {\partial \mathbf {j} _{s}}{\partial t}}={\frac {n_{s}e^{2}}{m}}\mathbf {E} },
{\displaystyle {\text{rot}}\ \mathbf {j} _{s}=-{\frac {n_{s}e^{2}}{mc}}\mathbf {H} },
де {\displaystyle \mathbf {j} _{s}} — густина надпровідного струму, {\displaystyle n_{s}} — густина надпровідних електронів, {\displaystyle \mathbf {E} } — напруженість електричного поля, {\displaystyle \mathbf {H} } — напруженість магнітного поля, {\displaystyle e} — елементарний електричний заряд, {\displaystyle m} — маса електрона, {\displaystyle c} — швидкість світла.

## Пояснення ефекту Мейснера
При відсутності електричного поля, використовуючи закон Ампера в диференціальній формі,
{\displaystyle {\text{rot}}\ \mathbf {B} ={\frac {4\pi }{c}}\mathbf {j} },
рівняння для вектора магнітної індукції набирає вигляду:
{\displaystyle \nabla ^{2}\mathbf {B} ={\frac {1}{\lambda _{L}^{2}}}\mathbf {B} },
де
{\displaystyle \lambda _{L}={\sqrt {\frac {mc^{2}}{4\pi n_{s}e^{2}}}}}.
Ця величина отримала назву лондонівської глибини проникнення.
Розв'язок цього рівняння для плоскої поверхні надпровідника, поміщеної у нормальне для неї магнітне поле {\displaystyle B_{0}} має вигляд:
{\displaystyle B=B_{0}e^{-z/\lambda _{L}}},
де {\displaystyle z} — віддаль від поверхні у глибину надпровідника. Таким чином магнітне поле спадає в надпровіднику експоненційно, проникаючи тільки на деяку глибину, тобто виштовхується з надпровідника.